# Lillian Hall
Lillian Hall (New York, 15 marzo 1896 – Los Angeles, 18 marzo 1959) è stata un'attrice statunitense che lavorò nel cinema esclusivamente all'epoca del muto.
Sposò l'attore e regista Glenn Tryon (1898–1970)

## Filmografia
- The Safety Curtain, regia di Sidney A. Franklin (1918)
- Little Women, regia di Harley Knoles (1918)
- Wanted for Murder, regia di Frank Hall Crane (1918)
- Taxi, regia di Lawrence C. Windom (1919)
- My Little Sister, regia di Kenean Buel (1919)
- Coax Me, regia di Gilbert P. Hamilton (1919)
- Sherry, regia di Edgar Lewis (1920)
- Going Some, regia di Harry Beaumont (1920)
- Fickle Women, regia di Fred J. Butler, Hugh McClung (1920)
- An Arabian Knight, regia di Charles Swickard (1920)
- The Last of the Mohicans, regia di Clarence Brown e Maurice Tourneur (1920)
- Skinning Skinners, regia di William Nigh (1921)
- A Shocking Night, regia di Eddie Lyons e Lee Moran (1921)
- Oliver Twist (Oliver Twist, Jr.), regia di Millard Webb (1921)
- Hearts of Youth, regia di Tom Miranda, Millard Webb (1921)
- The Secret of the Hills, regia di Chester Bennett (1921)
- The Forest King, regia di Fred G. Hartman (1922)
- Leatherstocking, regia di George B. Seitz - serial (1924)
- The Elk's Tooth, regia di Clarence Bricker (1924)

## Galleria d'immagini

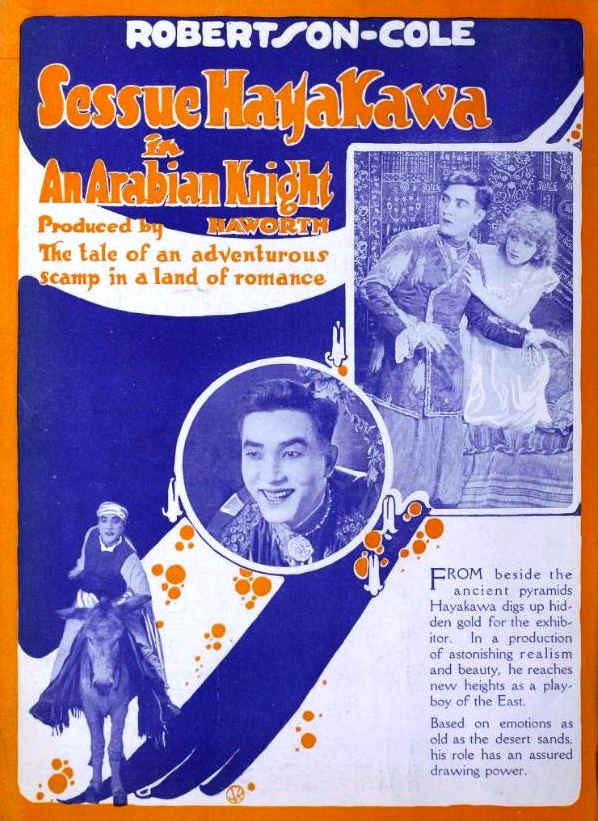
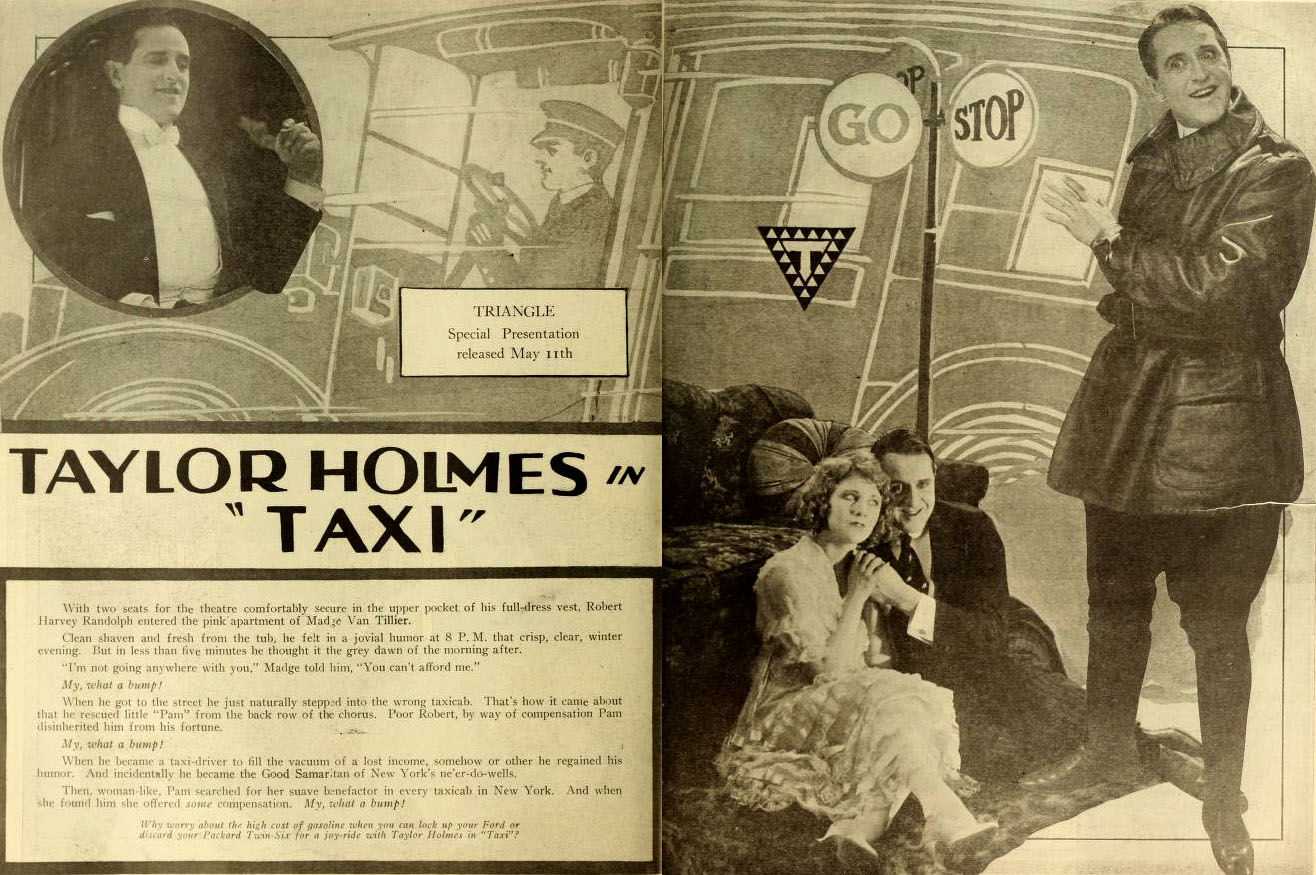
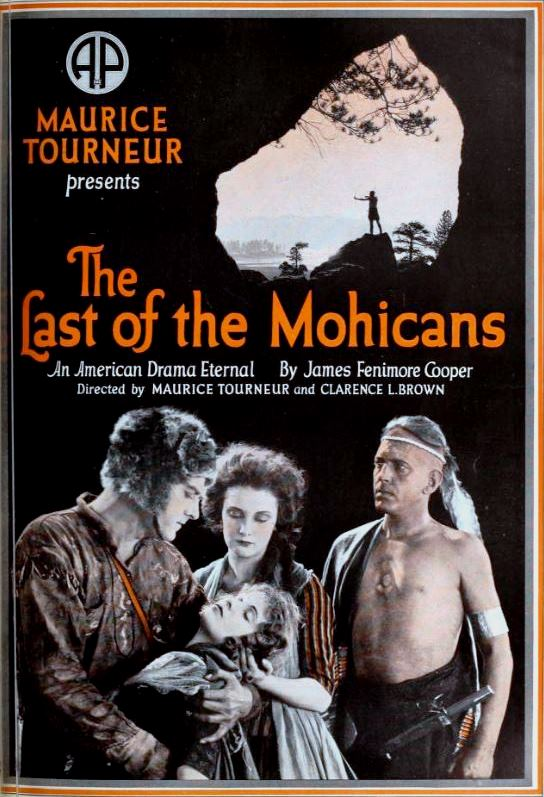
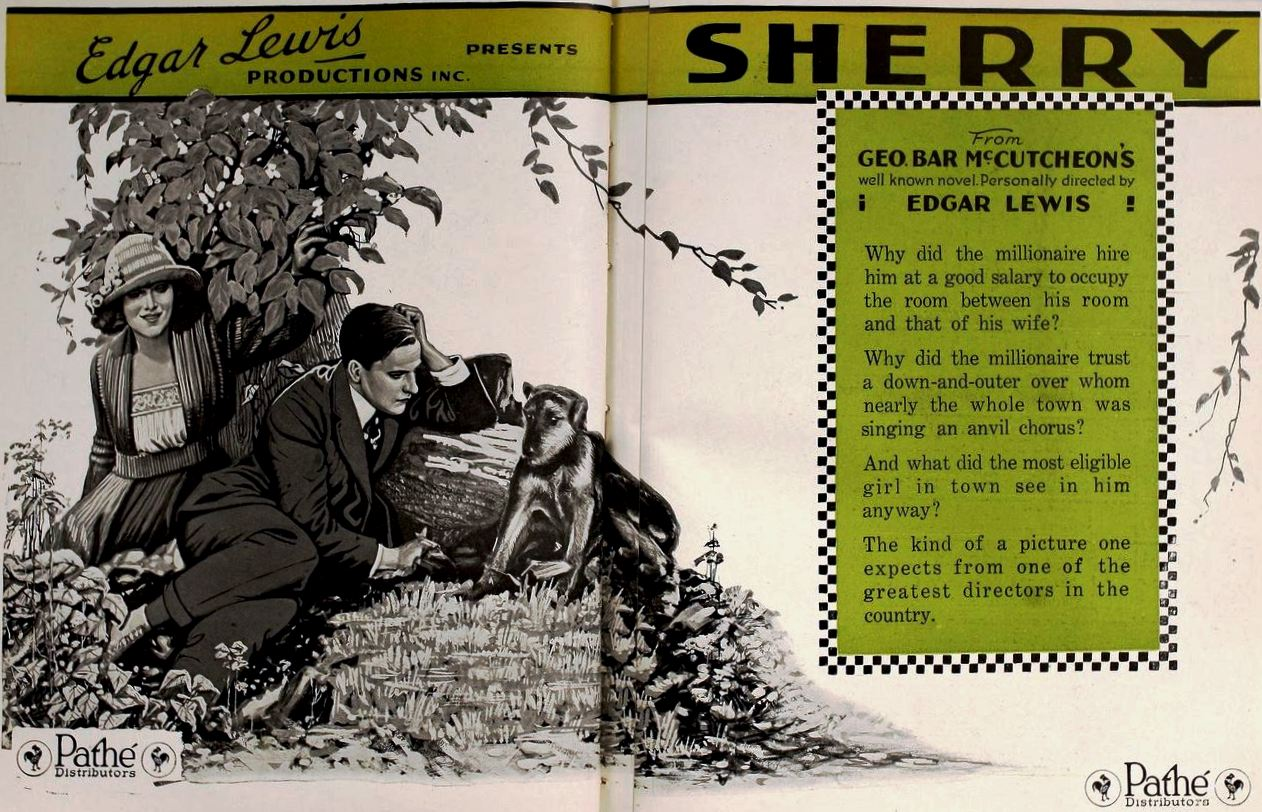